# Bitter Fruit (single)
Bitter fruit is een single, uitgebracht in april 1987 van Little Steven in duet met de Panamese zanger Rubén Blades. Dit protestlied is afkomstig van zijn album Freedom - No compromise eveneens uit 1987, dat vol staat met protestliederen. De titel van het lied refereert aan het boek Bitter fruit: The story of the American coup in Guatemala uit 1982. Hierin wordt ingegaan op de bemoeienissen van de Verenigde Staten in de fruitteelt van met name bananen in Guatemala. De VS was via de CIA betrokken bij het plegen van een militaire staatsgreep in 1954 om de belangen van United Fruit te beschermen onder de code naam Operatie PBSUCCESS. De hoofdpersoon uit het lied wil het fruit met een bittere bijsmaak niet meer plukken en richt samen met zijn zuster een vakbond op. Hij vraagt zich tevens af wat al die Amerikaanse wapens toch doen in Guatemala en waarom de Amerikaanse bevolking dat toch allemaal toestaat.

## Hitnoteringen
In thuisland de Verenigde Staten bleef de plaat vrijwel onbekend; er is geen notering te vinden in de Billboard Hot 100. In het Verenigd Koninkrijk kwam de plaat tot drie weken notering met als hoogste notering de 66e positie in de UK Singles Chart.
In Nederland was de plaat op zondag 26 april 1987 de 171 Speciale Aanbieding bij de KRO op Radio 3 en werd een radiohit in de destijds twee landelijke hitlijsten op de nationale publieke popzender. De plaat bereikte de 20e positie in de Nederlandse Top 40 en de 25e positie in de Nationale Hitparade Top 100. In de Europese hitlijst op Radio 3, de TROS Europarade, die op donderdag 25 juni 1987 voor de laatste keer werd uitgezonden, werd géén notering behaald.
In België bereikte de plaat de 21e positie in zowel de voorloper van de Vlaamse Ultratop 50 als de Vlaamse Radio 2 Top 30. In Wallonië werd géén notering behaald.
In de sinds december 1999 jaarlijks uitgezonden NPO Radio 2 Top 2000 van de Nederlandse publieke radiozender NPO Radio 2, stond de plaat alleen in 2000 genoteerd op een 1921e positie.

### Nederlandse Top 40
| Positie: | 35 | 27 | 21 | 20 | 28 | uit |

### Nationale Hitparade Top 100
| Positie: | 69 | 48 | 34 | 25 | 25 | 31 | 42 | 54 | 74 | uit |

### Vlaamse Radio 2 Top 30
| Positie: | 21 | 22 | 30 | uit |

### Vlaamse Ultratop 50
| Positie: | 21 | 23 | 33 | uit |

### NPO Radio 2 Top 2000
Bitter Fruit stond alleen in 2000 in de NPO Radio 2 Top 2000, op plek 1921.